# I. Dárajavaus perzsa király
Dárajavaus (óperzsa 𐎭𐎼𐎹𐎺[𐏃]𐎢𐏁 Da-a-ra-ya-va(-ha)-u-ša, normalizált alakban Dārajava(h)uš, ismert hellenizált alakban ógörögül: Δαρειος, azaz I. Dareiosz, elterjedt latinos írásmóddal Darius, magyarosan Dárius, perzsául: داریوش, [dɔːriˈuːʃ], babiloni Dariamuš, elámi Dariyamauiš, arameus Dryhwš, héberül: דַּרְיָוֶשׁ Daryaweš, i. e. 549 – i. e. 486 októbere) Vistászpa (Vištāspa, Hüsztaszpész) fia, Hakhámanis (Haxāmaniš, Akhaimenész) leszármazottja, perzsa nagykirály volt i. e. 522. szeptember 29. és i. e. 486 októbere között.
Nagy államférfiként és jó szervezőként ismert uralkodó. Teljesen átalakította birodalma kormányzati rendszerét és jogi szabályait (a bizonyítás szabályozása, rabszolga-kereskedelem, vesztegetési ügyek és erőszakos cselekedetek elbírálása). Egyiptomban csatornákat építtetett, létrehozta a királyi utat. Az infrastruktúra fejlesztése révén fejlődött a kereskedelem is.
Hadvezérként, hódítóként közel sem volt olyan sikeres, mint II. Kurus. Hadserege  csak  görög segítséggel menekült meg a szkíták elleni hadjáratban. Többször is megpróbálta elfoglalni Görögországot, de i. e. 492-ben a flottája viharba került és megsemmisült, két évvel később pedig az athéniak győzték le seregét a marathóni csatában.
Maga rendelte el, hogy sírját Perszepolisztól nem messze, a Naks-e Rosztam-i, majdnem függőleges sziklafalba vágják. Az iránta és birodalmának gazdagsága iránt érzett nosztalgia halála után is fennmaradt; erre utal az „Erre még Dárius kincse sem lenne elég!” szólás. A magyar költészetben például Arany János Toldi című művében, a 12. ének 15. versszakában és Petőfi Sándor János Vitéz 11. fejezet 5. versszakában is szerepel a „Dárius kincse” kifejezés.

## Etimológia
A Dárius vagy Dáreus latin alak a Δαρειος (Dareiosz) ógörög alakból származik. Az eredeti óperzsa alakja a Dārayavauš. A perzsául:  داریوش, (IPA dɔːriˈuːʃ), babiloniul Dariamuš, elámiul Dariyamauiš, arámi nyelven Dryhwš, héberül:  דַּרְיָוֶשׁ Daryaweš. Az óperzsa neve „Jó Hold”-at jelent, amelyből a dáraja a Hold, a vau pedig a jó.

## Történelmi források
A két legfontosabb történelmi forrás Dárajavaus királyról a behisztuni felirat és Hérodotosz művei. A felirat I. Dárajavaus perzsa király tizenkilenc győzelmét örökíti meg ékírással, óperzsa, újelámi és akkád nyelven (utóbbinak az újbabilóni dialektusában). A felirat a király származásának bemutatásával kezdődik, majd II. Kurus halála után meséli el Dárajavaus tetteit. Dárajavaus több helyre is lejegyeztette, hogy ő Ahura Mazdá isten kegyelméből lett király. Ezen túlmenően Perszepoliszban több emlékművet és szöveget találtak, amelyek a királyról szóltak, valamint egy levelet is, amit Dárajavaus írt Gagatésznek.

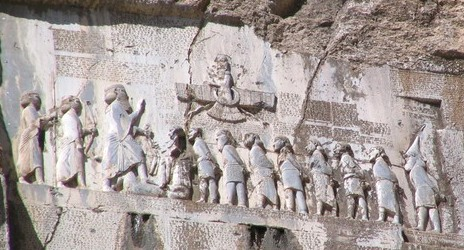
A behisztuni felirat

Hérodotosz fő és egyetlen fennmaradt műve, a Történelem (vagy az eredeti értelmezésnek megfelelően „vizsgálódás”, „kutatás”) tulajdonképpen a görög–perzsa háborúkról szól, de mintegy bevezetésképpen részletesen ismerteti az Óperzsa Birodalom kialakulását, azoknak a népeknek a néprajzát és földrajzi elhelyezkedését, melyeket a perzsák meghódítottak. E műben I. Dárajavaus perzsa király kora is szerepel.
Esdrás könyve (6. fejezet, 1. vers) a jeruzsálemi templom újjáépítésének pontos utasításait mutatja be. Dárajavaus ezzel a lépéssel a zsidó papság támogatását kívánta megszerezni. A templomot Dárajavaus uralkodásának 6. évében (i. e. 515 márciusa) fejezték be (6. fejezet, 15. vers), ezzel Jeremiás próféta 70 évvel korábbi próféciája teljesült.
Dániel könyvében úgy jelenik meg, mint Dárajavaus, a méd. Uralkodását 62 évesen kezdte meg (5. fejezet, 31. vers), mint aki 120 szatrapiát vagy kerületet kormányzott (6. fejezet, 1. vers). A király a káldeusoktól vette át a birodalmat (9. fejezet, 1. vers), és megelőzte Kurust (11. fejezet, 1. vers). Sok tudós szerint ezért itt nem I. Dárajavausról, hanem Fravartisról van szó.

## Út a hatalomhoz
Dárajavaus életéről fennmaradt legfontosabb korabeli forrás a behisztuni sziklafelirat, amely trónra kerüléséről szól, és ami szerint ő volt az Akhaimenida-ház kilencedik királya két ágon. Hatalomra jutásáról kétféle eredetű írásos emlékek maradtak fenn: az egyik magától a királytól, a másik görög történetíróktól. Hérodotosz és Ktésziasz Knidiosz görög történetírók beszámolója is ezekre a sziklafeliratokra támaszkodik, de legendákkal tarkították azok történeteit.
Hérodotosz szerint II. Kurus perzsa király azzal gyanúsította Dárajavaust, hogy összeesküvést szervez ellene. A királyi testőrség tagjaként Dárajavaus Egyiptomban is járt Kambúdzsijánál (II. Kambüszész), Kurus fiánál és a trón várományosánál. Amikor Kambúdzsija i. e. 522 nyarán meghalt, Dárajavaus Médiába sietett, ahol szeptemberben hat perzsa nemes, Otanész, Vindafarnah (Intraphrenész), Gau-buruva (Gobrüasz), Vidarna (Hüdarnész), Bagabukhsa (Megabüzész) és Aszpacsaná (Aszpathinész) segítségével megölte a trónbitorló Bardíját (Szmerdész), aki Kurus másik fia volt, Gaumata várában, Sikayauvatiban. Saját legitimációja miatt találta ki, hogy elődje nem a királyi család tagja volt, hanem a Gaumáta nevű bitorló. Az összeesküvők szeptember 29-én híveivel együtt ölték meg Bardíja-Gaumátát. Ő maga azonban a királyi család egyik oldalágához tartozott, s mivel trónra lépésekor még az apja és a nagyapja is élt, bizonyos, hogy nem ő következett az örökösödési sorban. Néhány történész úgy véli, hogy Dárajavaus csak tettei igazolására találta ki Gaumata történetét, s a meggyilkolt király valóban Kurus fia volt.

## Uralkodásának kezdeti évei
Miután Dárajavaust megkoronázták, Ekbatanába költözött. Hamar gondja támadt, mert Bardíja halála után több felkelés robbant ki Babilonban, Elámban, Egyiptomban és más területeken. Az elámi lázadást sikerült hamar leverni, vezetőjét, Askhinát pedig Szúzában kivégezték. Három hónap múlva Babilonban is elbukott a lázadás. Eközben Baktriában is felkelés tört ki, de azt hamar elfojtotta a helyi hadsereg. Ezután Perzsiában is lázongani kezdett a nép, ami egy újabb lázadási hullámot indított el Elámban, Babilonban, Egyiptomban és Médiában. Perzsiában egy bizonyos Vahjazdata szerzett támogatást magának azzal, hogy Bardíjának adta ki magát. Annak ellenére, hogy a nép nem támogatta a királyt, a hadsereg megvédte az uralkodót, és sorra leverte a felkeléseket. Összesen nyolc, általa „hazug királynak” nevezett személyt öletett meg e felkelések után. Ezekről részletesen a behisztuni felirat számol be.
A harmadik szúzai felkelés után, i. e. 519-ben a király a birodalom keleti felét is magáénak tudhatta. Hatalma megszilárdítása érdekében feleségül vette több összeesküvő, például Gau-buruva lányát, Phaedümét, az akhaimenida Otanész lányát, valamint II. Kurus perzsa király valamennyi nő leszármazottját (két lányát, Atosszát – tőle született I. Khsajársá perzsa király – és Artüsztoét, meg egy unokáját, Parmüszt). I. e. 518-ban a lázadó országként említett Egyiptomba ment, ahol kivégeztette az engedelmességet megtagadó satrapát, Arüandészt.
Dárajavaus uralkodása kezdeti éveinek legfontosabb eseménye Vindafarnah megölése volt. Ő volt az egyik nemes a hat közül, akik hatalomra emelték a királyt. Korábban ez a hat nemes megegyezett, hogy elmegy a királyhoz, de Vindafarnah a feleségével töltötte a napját. Este mégis elment a királyhoz, hogy megfeleljen neki, de két tiszt az udvarban megállította, hogy a király lefeküdt, ne zavarja. Ettől a nemes dühös lett, ordibált és sértegette a királyt, majd kivonta kardját, és levágta a katonák orrát és fülét, majd megkötözte őket. A katonák másnap megmutatták a királynak, hogy mit tett velük. Dárajavaus félteni kezdte saját biztonságát, mivel azt hitte, hogy a hat nemes lázadni készül ellene. Ezután a másik öthöz hírnököt küldött, hogy megkérdezze őket, tudtak-e Vindafarnah tervéről, ám ők tagadták ezt, és felesküdtek a királyra.
A király további óvintézkedéseket tett a lehetséges lázadások ellen. Katonái letartóztatták Vindafarnah családját, felesége testvérét és annak fiát, de a két utóbbi életét végül megkímélte.

## Hadjáratok

### Babiloni lázadás

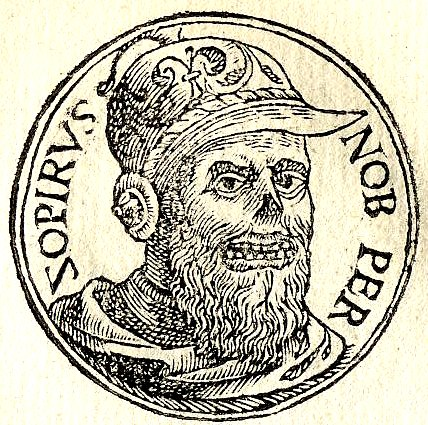
I. Zópürosz babiloni satrapa arcképe Guillaume Rouillé 16. századi metszetén, latinos felirata ZOPIRVS

Bardíja meggyilkolása után lázadások törtek ki az egész birodalomban, különösen a keleti részeken. Dárajavaus külön-külön verte szét a felkeléseket. A legnagyobb lázadás a babiloni volt, amelyet (III.) Nabú-kudurri-uszur vezetett. Ez a lázadás akkor történt, amikor Otanész visszavonta  seregét Babilonból hogy segítse a királyt más lázadások leverésében. Dárajavaus érezte, hogy a babiloni nép kihasználta és becsapta őt, aminek következtében a király összegyűjtött egy nagyobb hadsereget, és Babilonba vezényelte. A városhoz érve zárt kapukkal és egy sor védelmi fegyverrel találkozott a sereg. A királyon gúnyolódtak a lázadók. Másfél év alatt sem tudták bevenni a várost a perzsák. Több trükköt és stratégiát is kipróbáltak, de egyik sem járt sikerrel. Ekkor Zópürosz perzsa nemes – Bagabukhsa fia – egy tervvel állt elő. A babiloniak bizalmába férkőzik mint perzsa katonaszökevény, és titokban tájékoztatja a perzsákat a babiloni állásokról. A hitelesség érdekében Zópürosznak levágták az orrát és a fülét. A terv sikeres volt, és a perzsa király bevonult Babilonba, Zópürosz pedig a Babilonban szervezett szatrapia első satrapája lett.

### A szkíták elleni hadjárat
Azért, hogy megerősítse birodalma határait, valamint amiatt, hogy II. Kurus perzsa királyt meggyilkolták, i. e. 519-ben megtámadta a Kaszpi-tengertől keletre élő „szkítákat” – valójában szakákat vagy dahákat (masszagéták). Ezután felderítőket küldött a Fekete-tenger partjára. I. e. 513-ban Dárajavaus egy hajóhídon kelt át a Boszporuszon, amelyet a számoszi Mandroklész mérnök tervezett, majd a keleti trákok és a géták leigázása után átkelt a Dunán, és behatolt az európai szkíták földjére. A visszavonuló nomád szkíták azonban a „felperzselt föld” taktikájával éltek: felégették földjeiket, lerombolták kútjaikat. Az ellátási gondokkal küszködő perzsa seregnek, 80 000 fős veszteség mellett, vissza kellett vonulnia. Azonban a perzsa előrenyomulás annyira megrémítette a szkítákat, hogy végül Dárajavaus arra tudta kényszeríteni az ellenséget, hogy tartsa tiszteletben a birodalmát. Ezután a perzsák Trákia felé vették útjukat, azt leigáztak, és behódolásra kényszerítették Makedóniát is. A birodalomhoz csatolták az égei-tengeri Limnosz és Imbrosz szigetét.
Arjandész egyiptomi satrapa elfoglalta Küréné területét, így összességében négy új szatrapiája lett az Óperzsa Birodalomnak: Sakā tyaiy paradraya (határon túli szkíták), Skudra (Trákia és Makedónia), Yaunā takabarā vagy Yaunā tyaiyparadraya (Iónia és a görög szigetek) és Putāyā (Líbia).
Görögország ezzel nehéz helyzetbe került, mivel a  perzsák ellenőrizték a tengerszorosokat, amelyeken át a fekete-tengeri gabona érkezett.

### A görög poliszok elleni hadjárat

Hellász a görög-perzsa háborúk idején

Az ión felkelés leverése után I. Dárajavaus  Délkelet-Európa görög területeinek meghódításába fogott, hogy megbüntesse Athént és Eretriát, amiért segítette az iónokat. A perzsák első görögök elleni inváziója két hadjáratból állt. Az első előkészítését Hippiasz szervezte.
Az első perzsa hadjárat i. e. 492-ben kezdődött Mardoniosz vezetésével. Ő ismét meghódította Trákia európai területeit, ami névlegesen i. e. 513 óta az Óperzsa Birodalom része volt. Az Athosz-hegynél viharba keveredett a tengeri haderő, és Dárajavaus i. e. 492-ben elvesztette hajóhadát.
Két évvel később a méd Datisz vezetésével egy másik perzsa sereg ismét megpróbálta meghódítani a görög poliszokat. Egészen Marathónig jutottak el, ami 40 kilométerre feküdt Athéntól. Itt athéni és plataiai csapatok állították meg őket. Öt napig nem mozdult egyik fél sem, ekkor a perzsa csapatok mozgolódni kezdtek. Az ütközet kezdetén a görög középhad előretört, majd hátrálást színlelt s a perzsa sereget maga után csalta, miközben a jobb- és balszárny körülzárta az ellenséget és győzelmet aratott. A perzsák közül menekülés közben sokan a mocsarakba fulladtak. A megmaradt perzsa haderő hajóra szállt és hazatért.

## Halála
A marathóni csata után a király ismét Datisz méd admirálist bízta meg a hadihajók vezetésével és a következő athéni támadással. I. e. 486-ban Egyiptom fellázadt, ezért el kellett halasztani a görögök elleni támadást. Ebben az évben I. Dárajavaus 36 év uralkodás után meghalt, és fia, I. Khsajársá lépett a trónra.
A sírkövén lévő faragványon Dárajavaus a trónján ül, körülötte harminc egyenrangú figura, akik a birodalom népeit szimbolizálják. A sírfeliratán érdemeit sorolják fel, a királyok királyának nevezik, végül országait sorolják fel.

## Államszervezése
Dárajavaus elsősorban arról lett ismert, hogy megreformálta az Óperzsa Birodalom addigi államberendezkedését. Befejezte II. Kurus perzsa király kezdeményezését, és a birodalmat 20 szatrapiára osztotta fel. A szatrapiák élén méd vagy perzsa nemes állt, akik Dárajavaus közeli társa vagy rokona volt. Minden egyes szatrapiának meghatározott adót kellett a kincstárba évente fizetnie. A birodalomban ekkor 50 millióan élhettek. A királyi kancelláriának három székhelye volt: Szúza, Perszepolisz és Babilon.
Dárajavaus uralma idején megjavították és befejezték a Nílust a Vörös-tengerrel összekötő csatornát, amelynek építését még valószínűleg I. Nékó egyiptomi fáraó az i. e. 7. században kezdte el. Hivatalos nyelvvé tette az arámit, amit Elő-Ázsiában már régóta használtak a közigazgatásban és a kereskedelemben. Az óperzsa nyelvnek korábban nem volt írásrendszere, ezért elrendelte ennek kidolgozását.
A satrapák voltak a király szeme és füle. A birodalomban titkos ügynökök is tevékenykedtek, akik végigjárták az államot. Vészhelyzet esetén segítséget kérhettek a királytól. Annak érdekében, hogy egy személy ne szerezzen túl nagy hatalmat, minden zsarnok mellé kineveztek egy királyi felügyelőt, aki figyelte az állam ügyeit és közölte a királlyal az információkat.
Dárajavaus lojális személyeket, elsősorban perzsákat nevezett ki vezető beosztásokba, de akadtak nem perzsa tanácsadói is. A görög arisztokratákat azzal támogatta, hogy megbecsült pozíciókat adott nekik.

## Vallás
Miközben a mértékegységek szabványosításával Dárajavaus egységes kormányzás alá akarta vonni a birodalom területén élő népeket, Kurus példáját követve tiszteletben tartotta a vallási intézményeiket. Egyiptomban például felvett egy helyi egyházi címet, s tevékenyen támogatta a vallásgyakorlást, ezzel erősítve meg önnön legitimitását.
A Kharga-oázisban templomot építtetett Ámon isten tiszteletére, szentélyeket állíttatott helyre. Engedélyezte az egyiptomiaknak, hogy ismét megnyissák a szaiszi templomban működő orvosképzőt. A helyi törvényeket a satrapa köteles volt az egyiptomi papokkal egyeztetve meghozni. Az egyiptomi hagyományok az ország egyik legnagyobb jogalkotójaként és jótevőjeként tartják számon. I. e. 519-ben engedélyezte a zsidóknak, hogy – Kurus korábbi rendeltével összhangban – újjáépítsék a jeruzsálemi templomot. Néhány szakértő szerint Dárajavaus feliratai arról tanúskodnak, hogy vallási meggyőződésére Zarathustra tanításai is hatottak, s valószínűleg az ő nevéhez fűződik a zoroasztrizmus államvallássá válása Perzsiában.
Dárajavaus úgy gondolta, hogy az Asa tanításai szerint a rendes ember igazságosan él. Hitte, hogy Ahura Mazdá isten támogatja őt. Sok ékírásos felirat arról tanúskodik, hogy a király jámbor, hívő embernek kívánta magát beállítani. Ezzel kívánta a népet meggyőzni arról, hogy az isten kegyelméből uralkodik.

## Monetáris politika
Valószínűleg I. Dárajavaus perzsa király volt az első akhaimenida király, aki érmét veretett, a perzsa arany darikot. Ezzel a pénzzel finanszírozta a háborúkat; s gazdaságilag és ideológiailag is fontos pénznem volt. A darikon kívül veretett még ezüst szigloszt is. Később, miután egységesítette a mértékegységeket, könnyebben tudta behajtani az adókat, valamint ez leegyszerűsítette a kereskedelmet és a bankrendszert is.
A darik erős valutának számított, 95,83%-os tisztaságú aranyból verték, és súlya 8,385 gramm volt. Az ókori görögök a pénzt Dárajavaus után nevezték dareikós statḗrnek. A pénznem neve valószínűleg az óperzsa zarig (arany) szóból származik. Az arany pénzérmék veretése a király monopóliuma volt, ezüst érméket a satrapák is verethettek. A darik mellett használt ezüst šekelt (ógörögül: sziglosz), ami Mezopotámiában már i. e. 3000 körül tömegegységként az áruforgalom alapját képezte (šiqlu). A sziglosz 90%-os tisztaságú ezüstből készült, és 5,56 gramm volt a súlya. Húsz sziglosz ért egy darikot.
Dárajavaus uralkodása alatt nőttek az állami bevételek, mivel új adókat vetett ki és új földeket szerzett. Ezekből a bevételekből fejlesztette az infrastruktúrát (pl. öntözéses rendszerek kiépítése, utak építése). Ezzel a kereskedelem is fejlődött. Az új adórendszerrel új bankokat is alapítottak. A leghíresebb, illetve legnagyobb a Murasu és fiai volt Nippurban. Ezek a bankok hiteleket nyújtottak az ügyfeleiknek.

## Építészet
Az első görög invázió idején I. Dárajavaus új építészeti programba kezdett Szúzában, Egyiptomban és Perszepoliszban. Ekkor már készen volt a Vörös-tengert és a Nílust összekötő csatorna a mai Szueztől Zaqazigig. I. e. 497-ben, a csatorna megnyitásakor hatalmas ünnepséget szerveztek. Ekkoriban egy másik csatorna is épült, amely a Földközi-tengert és a Vörös-tengert kötötte össze. Dárajavaus építkezett Ekbatanában és Babilonban is.
I. e. 521-ben Dárajavaus Szúzát tette meg a birodalom fővárosának. A város északi részén megépítette a lakóhelyéül szolgáló palotát, amelynek fennmaradt néhány mázas téglája. A palota alapításáról szóló feliratok beszámolnak arról, hogy a birodalom különféle részeiből hozatott mestereket és anyagokat. Paszargadaiban befejezte a II. Kurus által elkezdett épületeket. Dárajavausnak tulajdonítják a város erődítményeinek, apadánájának, tanácstermének, kincstárának és palotájának megépítését, bár mindezek az épületek összességükben csak a halála után készültek el.
Egyiptomban több templomot építtetett, illetve helyreállíttatott annak ellenére, hogy Dárajavaus Zarausztra tanait követte. Több templomot is építettek ekkor Ptah és Nehbet istenek tiszteletére. Egyiptom és a birodalom központja között több utat készítettek. A Colosseumtól és a Parthenóntól eltérően azonban a perzsa városokat nem rabszolgák építették, hanem a birodalom alattvalói. Azokat az épületeket, amelyeket Dárajavaus nem tudott befejezni, fia megtette.
A kereskedelem fejlesztése érdekében utakat, csatornákat, föld alatti vízfolyásokat (qanat) építettek.

## Családja
Dárajavaus az Akhaimenida dinasztia oldalágához tartozott, apja Vistászpa (Hüsztaszpész), nagyapja Arsáma (Arszamész), dédapja Arijáramna (Ariaramnész), ükapja Csaispis (Teiszpész), és végül ükapjának az apja volt a dinasztiaalapító Hakhámanis (Akhaimenész). Dárajavaus apja II. Kurus perzsa király seregében szolgált nemes, aki később Parthia satrapája lett.

## Emlékezete
Az „Erre még Dárius kincse sem lenne elég!” és a „Még Dárius kincsét is elköltené!” szólások azt jelzik, hogy a király hatalmas vagyonra tett szert uralkodása során. A magyar költészetben például Arany János Toldi című művében, a 12. ének 15. versszakában is szerepel a „Dárius kincse” kifejezés.
Semmit se mondhatna s adhatna királya,

Ami Toldinak ily örömet csinálna,

Pénzért, gazdagságért hej dehogy cserélne:

Dárius kincsének még oda sem nézne.

Azért akarta is szépen megköszönni,

De a szó nem akart a nyelvére jönni,

A király azonban nem neheztelt érte,

Mert az együgyű szív nyelvén nagyon érte.

## Fordítás
- Ez a szócikk részben vagy egészben  a   Darius I című angol Wikipédia-szócikk ezen változatának fordításán alapul.  Az eredeti cikk szerkesztőit annak laptörténete sorolja fel. Ez a jelzés csupán a megfogalmazás eredetét és a szerzői jogokat jelzi, nem szolgál a cikkben szereplő információk forrásmegjelöléseként.

### Weboldalak
- Nádasdy Ádám: A nagy király mamája (angol nyelven). seas3.elte.hu. (Hozzáférés: 2012. június 23.)
- Darius and the Behustan Inscription (angol nyelven). formerthings.com. (Hozzáférés: 2012. június 23.)
- Dareiosz (magyar nyelven). www.kislexikon.hu. (Hozzáférés: 2012. június 23.) [Tiltott forrás?]
- Dareiosz király szkíta hadjárata (magyar nyelven). www.benkedesign.hu. [2016. március 4-i dátummal az eredetiből archiválva]. (Hozzáférés: 2012. június 23.)